# Leptogium brebissonii
Leptogium brebissonii är en lavart som beskrevs av Mont. Leptogium brebissonii ingår i släktet Leptogium och familjen Collemataceae.   Inga underarter finns listade i Catalogue of Life.